# Crossing the Mob
Crossing the Mob (titulada: Un pasado peligroso o Atrapado por la mafia en España) es un telefilme estadounidense de drama y crimen de 1988, dirigido por Steven Hilliard Stern, escrito por Lewis Colick y Alan Shapiro, musicalizado por Michel Rubini, en la fotografía estuvo King Baggot y los protagonistas son Jason Bateman, Maura Tierney y Patti D’Arbanville, entre otros. Este largometraje fue producido por Interscope Communications y Bateman Company Productions; se estrenó el 14 de octubre de 1988.

## Sinopsis
Trata acerca de una madre joven que transforma la vida en la calle de un joven, esto ocurre al contarle que él es el progenitor de su bebé.